# Podatek konsumpcyjny
Podatek konsumpcyjny (również podatek od wydatków) – podatek nakładany na wydatki na towary i usługi. Podstawą opodatkowania są pieniądze wydane na konsumpcję. Podatek konsumpcyjny jest zwykle (choć nie zawsze) podatkiem pośrednim. 

## Podatki konsumpcyjne na świecie
Stosowanym i najbardziej rozpowszechnionym podatkiem konsumpcyjnym w Europie jest VAT. W Unii Europejskiej najniższa stawka VAT obowiązuje w Luksemburgu (15% i według prawa unijnego nie może być niższa), a najwyższa na Węgrzech i wynosi 27%. W Stanach Zjednoczonych obowiązuje podatek od sprzedaży, który przeciętnie wynosi około 7%. W wielu krajach istnieje również akcyza, którą nakłada się na wybrane wyroby konsumpcyjne. Jest nakładana na dobra, aby ograniczyć ich spożycie lub ze względu na wysoką akumulację zysku (w przypadku gdy koszty produkcji są niskie, a spożycie wysokie).

## Krytyka podatku
Niektórzy uważają, że podatki konsumpcyjne uderzają głównie w osoby biedne, ponieważ wydają one głównie pieniądze na utrzymanie - a w towary i usługi wliczony jest podatek konsumpcyjny. Osoba bogatsza może na przykład zainwestować na giełdzie (w tym wypadku podatek jest zwykle niższy, przykładowo w Polsce podatek od dochodów kapitałowych wynosi 19%, a VAT 23%).